# Tempête rouge
Pour les articles homonymes, voir Tempête (homonymie).

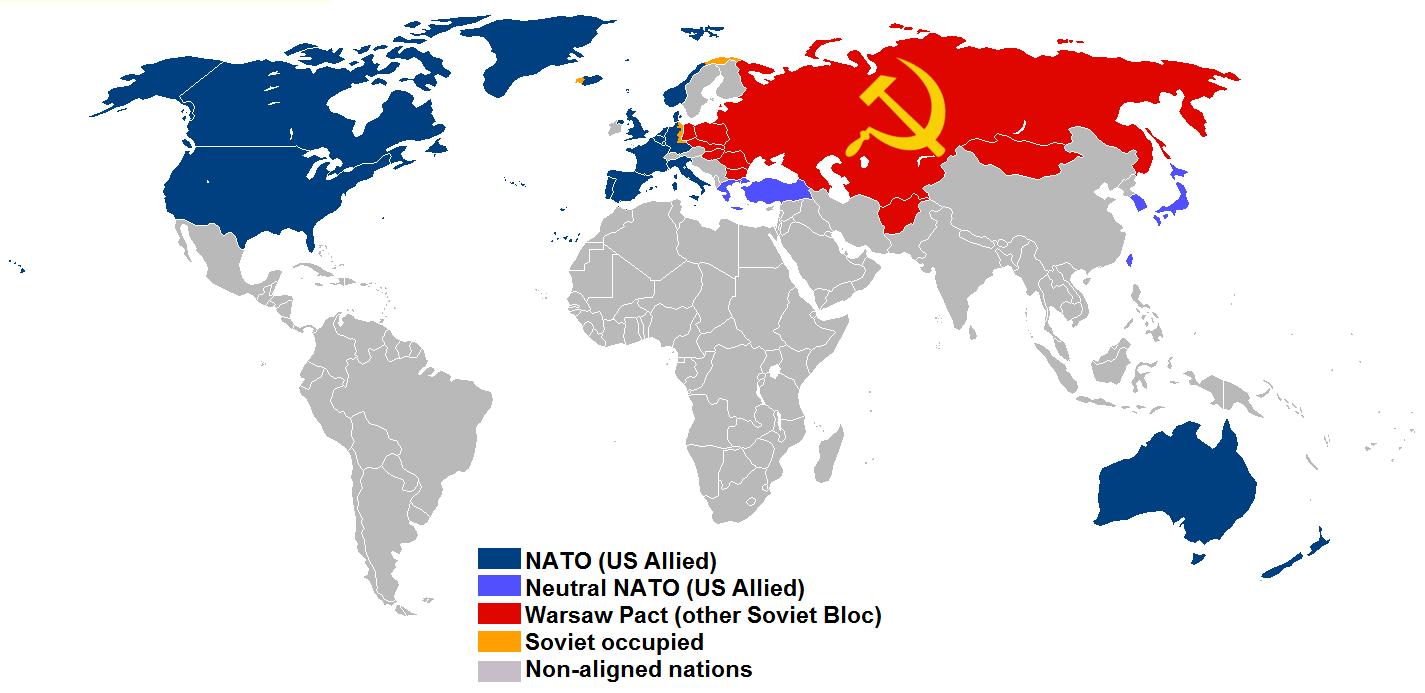
Carte politique du roman Tempête rouge :
- Bleu foncé : OTAN et alliés
- Bleu clair : États alliés des États-Unis se déclarant neutres
- Rouge foncé : URSS et alliés
- Jaune : Zone occupé par le pacte de Varsovie
- Gris : États non-alignés

Tempête rouge (titre original : (en) Red Storm Rising) est un roman de Tom Clancy paru en 1986.
Tempête rouge est né de la rencontre entre Tom Clancy et Larry Bond. Ce dernier, créateur d'un jeu en plateau appelé Harpoon, avait écrit un scénario appelé Convoy 84 qui décrivait des traversées de convois américains dans l'océan Atlantique, dans l'hypothèse d'une attaque des forces du Pacte de Varsovie contre l'OTAN. Tempête rouge se fonde sur ce scénario en lui donnant une dimension plus large.

## Résumé

Probables axes d'attaques du Pacte de Varsovie en Allemagne de l'Ouest en cas d'invasion. Sur le territoire de l’Allemagne de l’Est sont indiqués les armées du groupement des forces armées soviétiques en Allemagne.

Des terroristes islamistes caucasiens détruisent une toute nouvelle raffinerie pétrolière majeure en Union soviétique, ce qui risque de mener à l'effondrement de l'économie de l'URSS. Face à la pénurie qui s'annonce, et refusant de faire des concessions à l'Ouest par crainte de mettre un levier aussi puissant entre les mains de leurs adversaires, le Politburo choisit de s'emparer par la force des champs pétrolifères au Moyen-Orient. Cependant, l'OTAN représente une menace à ce projet. Le KGB est donc chargé de mettre au point un plan pour faire croire que l'Allemagne de l'Ouest a monté une opération terroriste contre l'URSS, et ainsi diviser l'OTAN. La conséquence de cette Troisième Guerre mondiale est une guerre conventionnelle sur le sol européen et sur l'océan Atlantique Nord.

## Anecdote
Dans les premières heures qui suivent le déclenchement du conflit entre les forces de l'OTAN et celles du Pacte de Varsovie, une vaste opération aérienne alliée, nom de code Dreamland, est lancée. Au cours de celle-ci, plusieurs appareils américains secrets F-19A Ghostrider jouent un rôle déterminant en détruisant cinq appareils de contrôle aérien Iliouchine A-50 (code OTAN : Mainstay) et en participant à la destruction de plusieurs ponts au-dessus de l'Elbe.
Avec le recul, le Ghostrider apparait comme un condensé des rumeurs circulant à l'époque sur le développement d'un avion furtif par les États-Unis. Et de fait, un appareil furtif était en effet en service dans l'USAF, le F-117, dont l'existence n'a été reconnue qu'en 1988 (soit deux ans après la parution de Tempête rouge). En revanche, s’il est bien en service au milieu des années 1980, il n'a jamais été utilisé pour une action air-air et n'aurait donc pas pu abattre les appareils de guet aérien russes. Pourtant, il avait été envisagé pour le Nighthawk de pouvoir recevoir des missiles air-air courte-portée à infrarouge précisément dans ce but et les F-117A avait la capacité technique de le faire, bien que cela n'ait jamais été utilisé à l'entrainement comme au combat.
Or dans le roman, le succès de l’opération Dreamland, pratiquement le seul de l’OTAN au cours de la première semaine de conflit, permet de freiner l’élan terrestre soviétique, d’éviter la rupture des lignes alliées et permet à ces derniers d’obtenir la supériorité dans les airs.
Ironiquement, un roman qui se voulait le plus réaliste possible, et qui l’est à plus d’un titre, fait reposer en grande partie son déroulement sur les capacités supposées d’un appareil qui, lui, est en revanche bien réel.

## Personnages

### URSS
- Mikhail "Micha" Eduardovitch Sergetov : ministre de l'Énergie, membre candidat (sans droit de vote) du Politburo.
- Boris Georgiyevitch Kosov : directeur du KGB.
- Général Pavel Leonidovitch "Pacha" Alexeyev : adjoint du commandant en chef soviétique du théâtre d'opérations sud-ouest, puis adjoint au commandant en chef du théâtre d'opérations ouest et enfin commandant en chef du théâtre d'opérations ouest.
- Capitaine (puis commandant) Ivan Mikhailovitch "Vanya" Sergetov : fils de Mikhaïl Sergetov, officier de cavalerie blindée puis aide de camp du général Alexeyev.
- Commandant Andrei Petrovitch Tchernyavine : officier des spetsnaz, chargé de saboter les communications de l'OTAN.
- Commandant Arkady Semyonovitch Sorokine : sapeur du Génie dans le théâtre d'opérations ouest et père d'une des victimes de l'attentat de Moscou.
- Ministre Filip Moiseyevitch Krylov : ministre de l'Agriculture, également membre candidat du Politburo.
- Piotr "Petya" Bromkovskiy : doyen du Politburo.
- Maréchal Andrei Chavyrine : chef de l'État-Major général de l'Armée Rouge.
- Maréchal Youri Rojkov : chef d'État-Major de l'Armée de terre soviétique.
- Maréchal Fyodr Borissovitch Boukharine : chef du district militaire de Kiev, puis chef de l'État-Major général de l'Armée Rouge.

### États-Unis
- Général Eugene Robinson : commandant suprême des forces de l'OTAN en Europe.
- Capitaine de frégate Edward "Ed" Morris : commandant de la frégate ASM USS Pharris puis de la frégate USS Reuben James.
- Capitaine de frégate Daniel McCafferty : commandant du SNA USS Chicago.
- Capitaine de corvette (puis de frégate) Robert "Bob" Toland : analyste à la NSA.
- Lieutenant de l'USAF Michael "Mike" Edwards : officier météo de la base aérienne de Keflavik.
- Amelia "Buns" Nakamura : pilote de l'USAF, spécialiste des tirs antisatellites.
- Colonel Douglas "Duke" Ellington : commandant de l'escadrille furtive des F-19 Ghostrider
- Colonel Charles DeWinter "Chuck" Lowe : chef du service des Intentions du CINCLANT.

### Autres
- Vigdis Agustdottir : civile islandaise.
- William Calloway : journaliste et agent secret britannique.
- Patrick Flynn : journaliste américain.
- Ibrahim Tolkaze : terroriste islamiste.
- Gerhardt Falken : présenté par l'URSS comme étant un agent ouest-allemand responsable de l'attentat de Moscou

## Les navires rencontrés

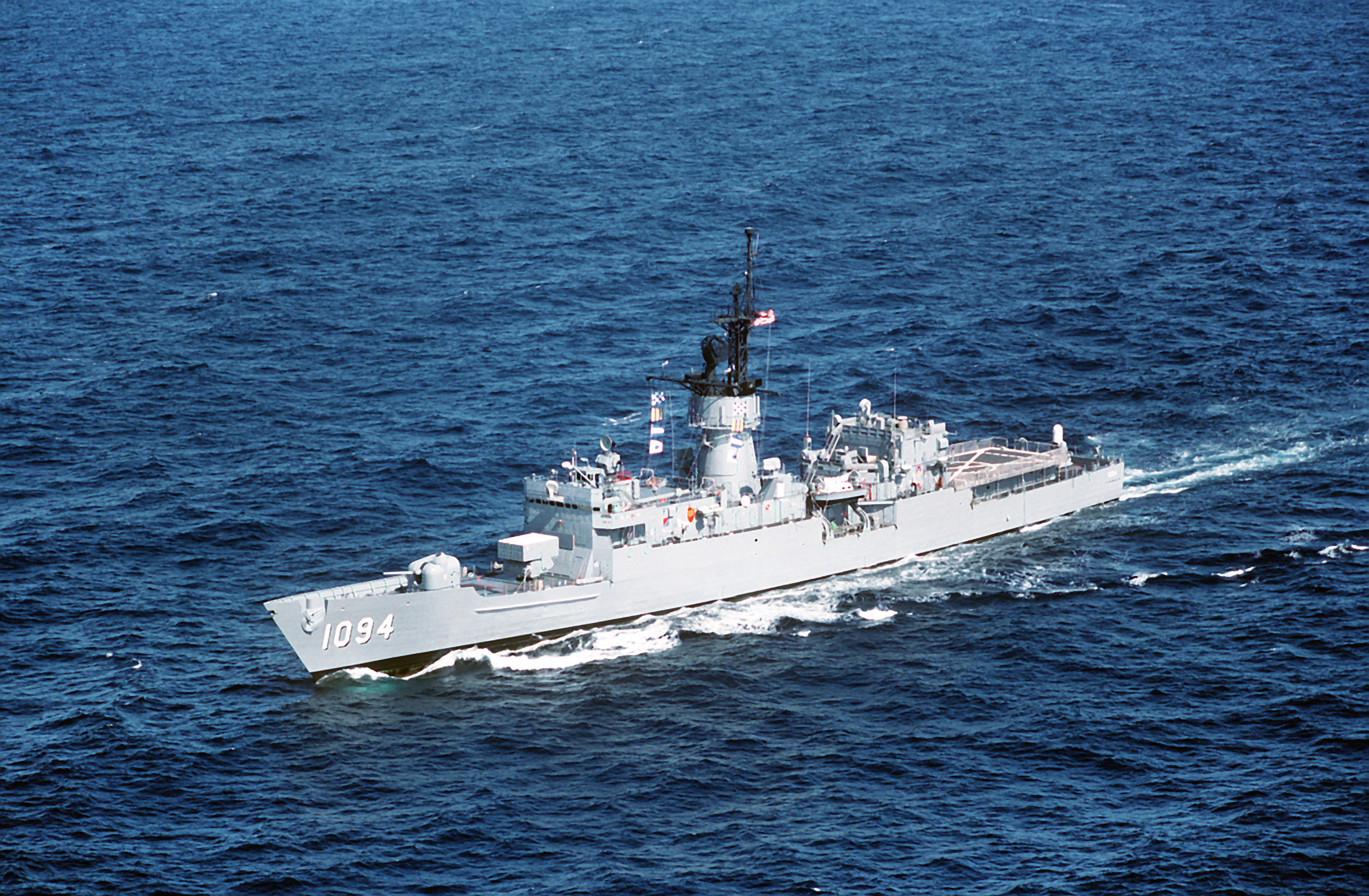
USS Pharis (FF-1094)

- USS Pharris, frégate de l'US Navy de type FF-1052
- USS Chicago, sous-marin nucléaire d'attaque de l'US Navy de la Classe Los Angeles
- USS Nimitz (CVN-68), porte-avions nucléaire de l'US Navy
- USS Reuben James, frégate de l'US Navy de type FFG-7
- HMS Battleaxe, frégate de la Royal Navy de Type 22
- Le Foch, porte-avions de la Marine nationale française

## Éditions
- 1987 : Tempête rouge, éditions Albin Michel, Paris, traduit de l'anglais par France-Marie Watkins avec la collaboration de Jean Sabbagh, sous-marinier  (ISBN 2-226-03003-4) ;
- 1990 : Tempête rouge, éditions Le Livre de poche  (ISBN 978-2-253-05428-3).